# 毛思義 (明朝)
毛思義（1475年—1561年），字繼賢，號海隅，山東陽信縣人，明朝政治人物。弘治壬戌進士。正德時任永平府知府，因抵制武宗出巡，下獄貶官。嘉靖間累官至應天巡撫。

## 生平
弘治十五年（1502年）壬戌科第二甲第五十一名進士。授户部主事，升工部都水司郎中，出爲直隸永平府知府。正德十三年，武宗抵達昌平，民間婦女驚避。毛思義下令禁止擾民，鎮守中官郭原與毛思義有隙離，於是上報。毛思義被立即逮下詔獄，半年后，謫雲南安寧州知州。
嘉靖改元，升陝西副使，累遷至副都御史、應天巡撫。嘉靖十一年（1532年）三月致仕。嘉靖四十年（1561年）卒

## 著作
毛思义有遗稿《海隅集》，经年未理，曾孙毛烨广搜诸公赠言，补而续之成集，藏首都图书馆。

## 家族
曾祖毛士榮，祖毛倫，父毛鳳，母殷氏。